# Shimooka Renjō
Shimooka Renjō (下岡 蓮杖), nom véritable Sakurada Hisanosuke (桜田 久之助); nom d'artiste en tant que peintre Tōen ; né le 24 mars 1823 à Shimoda, décédé le 3 mars 1914 est le grand pionnier de la photographie au Japon.

## Biographie
Shimooka est le fils de l'agent de transfert officiel de la ville portuaire du shogunat Tokugawa. Il se rend à Tokyo à l'âge de 13 ans pour y recevoir une formation artistique. Kanō Tōsen Nakanobu (1811-1871) lui enseigne la peinture japonaise traditionnelle.
Dans les années 1850, il sert dans le service de sécurité de la batterie de Shimoda. C'est là ou parce qu'il est envoyé par erreur au daimyō de la province de Satsuma, qu'il voit pour la première fois un daguerréotype dont il admire le réalisme et la richesse des détails. Comme il lui est expliqué que cela est créé à l'aide d'une machine, il en conclut qu'une telle perfection ne peut être atteinte avec des brosses et veut apprendre cette technique.
John Wilson, photographe américain basé à Yokohama, enseigne la photographie à Shimooka au début des années 1860. Quand Wilson quitte la ville en 1861 ou 62, il échange son appareil photo contre une peinture de son élève. Au début des années 1870, Shimooka est employé de Schoyer Raphaël (1800-1869), journaliste et commissaire-priseur américain. Sous la direction de la femme de celui-ci, Anna, Shimooka s'essaye à la peinture de style occidental. Une de ses peintures sur soie signée de son nom d'artiste Tōen, est conservée au musée de l'université des beaux-arts et de musique de Tokyo (illustration ci-dessus). À la fin de l'année 1862, Shimooka fonde dans le quartier Noge de Yokohama son premier studio de photographie dans lequel  il réalise des photos souvenirs, c'est-à-dire des portraits de touristes ou de gens du pays dans des scènes posées, qu'il vend ensuite comme souvenirs, ainsi que le fait plus tard Felice Beato.
Des succursales de son studio se créent à Yokohama et Tokyo et Shimooka donne également des leçons. Parmi ses élèves figurent Yokoyama Matsusaburō, Usui Shūzaburō, Suzuki Shin'ichi I et Suzuki Shin'ichi II ainsi qu'Esaki Reiji
En 1876, il ouvre dans le parc Asakusa de Tokyo, le Abura-e Chashitsu (« Café de la peinture à l'huile »), où sont exposés les panoramas de la bataille de Hakodate (Hakodate Sensō) et de l'expédition de Taïwan de 1874. Un an plus tard, il cesse de prendre des photos et se consacre à la préparation d'images de fond pour les studios photo.

## Autobiographie
En 1894, il publie son autobiographie, Shashin Jireki, principalement consacrée à sa carrière en tant que photographe.